# Соколовка (Ростовская область)
Соколовка — село в Матвеево-Курганском районе Ростовской области.
Входит в состав Матвеево-Курганского сельского поселения.

## География
В селе имеется одна улица: Центральная.

## Население
| 2010 | 2014 |
| ---- | ---- |
| 51   | ↗53  |